# Терминатор (астрономия)
Термина́тор (от лат. termino — отделять, ограничивать) — линия светораздела, отделяющая освещённую (светлую) часть тела (например, космического тела) от неосвещённой (тёмной) части. Терминатор шарообразного тела всегда наблюдается в виде полуэллипса, принимая в конце первой и начале последней четвертей вид прямой линии.

## Терминаторы небесных тел

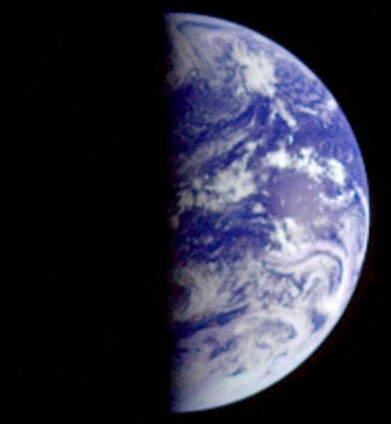

Терминатор Луны после новолуния называется утренним, а после полнолуния — вечерним. При наблюдении Земли из космоса говорят о терминаторе Земли. Когда терминатор пересекает географические полюса Земли (пролегает по меридиану), наступает равноденствие. Аналогичное явление наблюдается и на других планетах в том числе в других звёздных системах. Если на таких планетах как, например, Земля или Юпитер и спутниках планет (например, на Луне) терминатор постоянно движется по видимой поверхности тела, то на планетах, находящихся у своих звёзд в приливном захвате и, следовательно, обращённых к своей звезде только одной своей стороной, терминатор неподвижен.
Внешний вид терминатора может дать информацию о поверхности космического тела, по которому он проходит. Так, например, размытая линия терминатора говорит о наличии у планеты или её спутника атмосферы.

### Скорость движения терминатора по поверхности Земли
На экваторе, в ровных условиях (без учёта таких препятствий, как горы, либо на высоте над ними) терминатор движется со скоростью примерно 463 метра в секунду (1666,8 км/ч). Эта скорость может увеличиваться вблизи препятствий, таких как высокие горы, поскольку тень препятствия будет отбрасываться на землю перед терминатором на плоском ландшафте. Скорость движения терминатора уменьшается по мере приближения к полюсам, где может достигать нулевой скорости.
Сверхзвуковые самолёты, такие как Конкорд, Ту-144 или реактивные истребители, способны на максимальной скорости обогнать движение терминатора на экваторе. Однако более медленные транспортные средства могут обогнать терминатор на более высоких широтах, а на полюсах, вблизи точек равноденствия, можно идти быстрее, чем терминатор. Визуальный эффект при этом заключается в том, что вы видите восход солнца на западе или закат на востоке.

### Иллюзия лунного терминатора
Иллюзия лунного терминатора (или наклона) — оптическая иллюзия, возникающая при одновременном наблюдении на небе Солнца и Луны, разделённых большим углом. Иллюзия заключается в ожидании наблюдателя, что направление солнечного света, освещающего Луну (т. е. линия, перпендикулярная лунному терминатору), должно указывать на Солнце, однако этого, как кажется, не происходит, вместо этого Луна «смотрит вверх» как бы выше Солнца. Иллюзия возникает из-за неправильного толкования расположения объектов на небе в соответствии с интуицией, основанной на плоской геометрии, тогда как следует применять принципы цилиндрической проекции, в которой большинство прямых линий проецируются как синусоидальные кривые.